# Byron Talbot
Byron Talbot (nacido el 15 de septiembre de 1964) es un ex tenista profesional de Sudáfrica. Disfrutó la mayor parte de su éxito en el tenis como jugador de dobles. Durante su carrera, ganó siete títulos de dobles y terminó subcampeón seis veces más. En 1996 alcanzó el número 20 en el ranking mundial de dobles. 
Byron jugó al tenis universitario en la Universidad de Tennessee. Y actualmente es asesor financiero de Merrill Lynch en Dallas, Texas.

## Títulos dobles (7)
| Leyenda                      |
| Torneos de Grand Slam (0)    |
| Copa de Masters de tenis (0) |
| ATP Masters Series (0)       |
| Campeonato de la ATP (2)     |
| Tour ATP (5)                 |

| Outcome   | N.º | Date | Tournament                  | Surface  | Partner           | Opponents in the final           | Score in the final |
| --------- | --- | ---- | --------------------------- | -------- | ----------------- | -------------------------------- | ------------------ |
| Finalista | 1.  | 1989 | Schenectady, Estados Unidos | Hard     | Brad Pearce       | Scott Davis Broderick Dyke       | 6–2, 4–6, 4–6      |
| Finalista | 2.  | 1992 | Hong Kong                   | Hard     | Byron Black       | Brad Gilbert Jim Grabb           | 2–6, 1–6           |
| Ganador   | 1.  | 1992 | Stuttgart Outdoor, Germany  | Clay     | Glenn Layendecker | Javier Sánchez Marc Rosset       | 4–6, 6–3, 6–4      |
| Ganador   | 2.  | 1992 | Toulouse, Francia           | Hard (i) | Brad Pearce       | Guy Forget Henri Leconte         | 6–1, 3–6, 6–3      |
| Finalista | 3.  | 1994 | Doha, Catar                 | Hard     | Shelby Cannon     | Olivier Delaître Stephane Simian | 3–6, 3–6           |
| Finalista | 4.  | 1995 | St. Poelten, Austria        | Clay     | Libor Pimek       | Bill Behrens Matt Lucena         | 5–7, 4–6           |
| Ganador   | 3.  | 1995 | Praga, República Checa      | Clay     | Libor Pimek       | Jiří Novák David Rikl            | 7–5, 1–6, 7–6      |
| Ganador   | 4.  | 1996 | Copenhague, Dinamarca       | Carpet   | Libor Pimek       | Wayne Arthurs Andrew Kratzmann   | 7–6, 3–6, 6–3      |
| Finalista | 5.  | 1996 | Roma, Italia                | Clay     | Libor Pimek       | Byron Black Grant Connell        | 2–6, 3–6           |
| Ganador   | 5.  | 1996 | Stuttgart Outdoor, Alemania | Clay     | Libor Pimek       | Tomás Carbonell Francisco Roig   | 6–2, 5–7, 6–4      |
| Ganador   | 6.  | 1996 | Kitzbühel, Austria          | Clay     | Libor Pimek       | David Adams Menno Oosting        | 7–6, 6–3           |
| Finalista | 6.  | 1997 | Róterdam, Holanda           | Carpet   | Libor Pimek       | Jacco Eltingh Paul Haarhuis      | 6–7, 4–6           |
| Ganador   | 7.  | 1998 | Nottingham, Reino Unido.    | Grass    | Justin Gimelstob  | Sébastien Lareau Daniel Nestor   | 7–5, 6–7, 6–4      |